# Juan Jiménez Mayor
Juan Federico Jiménez Mayor (Lima, 5 de agosto de 1964) es un abogado y político peruano. Durante el gobierno de Ollanta Humala desempeñó los cargos de presidente del Consejo de Ministros del Perú, desde julio del 2012 hasta octubre del 2013, y ministro de Justicia y Derechos Humanos, desde 2011 hasta 2012. Fue también representante del Perú ante la Organización de Estados Americanos, jefe de la Misión de Apoyo contra la Corrupción y la Impunidad en Honduras y embajador del Perú en Costa Rica en 2023, durante el gobierno de Dina Boluarte.

## Biografía
Bisnieto de un combatiente de la guerra del Pacífico (sargento Federico Jiménez) y nieto e hijo de periodistas del diario El Comercio de Lima. Nació en dicha ciudad y se graduó de abogado en la Pontificia Universidad Católica del Perú (PUCP). Es máster en Derecho Constitucional por la PUCP y máster en Compliance Normativo Penal por la Universidad de Castilla-La Mancha (España). Profesor hasta el 2011 en la Facultad de Derecho de la PUCP   
Es miembro de la Sociedad Peruana de Derecho Internacional y de la Asociación Peruana de Derecho Constitucional. 
Laboró en el Senado de la República hasta el golpe de Estado del 5 de abril de 1992. Desde 1997 prestó servicios en la Comisión Andina de Juristas desarrollando actividad en pro de los DDHH en la región e impulsando proyectos de reforma judicial para las agencias de cooperación internacional como USAD, PNUD, Unión Europea, GIZ, entre otras. 
Fue asesor legal externo de la Defensoría del Pueblo para asuntos constitucionales y administrativos (2002-2005) y por varios años asesor ad honorem del Consejo de la Prensa Peruana, consorcio de medios de comunicación peruanos que velan por la libertad de expresión.
Fue viceministro de Justicia durante el gobierno de transición de Valentín Paniagua (2000-2001), contribuyendo a la restauración democrática y a la lucha contra la corrupción de los años 90. 
Fue presidente de la delegación peruana que participó en el Décimo Período de Sesiones Ordinarias de la Comisión de Prevención del Delito y Justicia Penal, que se realizó en Viena, Austria, en mayo del 2001, donde presentó la propuesta peruana de repatriación de fondos obtenidos por fuentes ilícitas para la Convención Anticorrupción de las Naciones Unidas que estaba en discusión.  
Como abogado constitucionalista ha ejercido la defensa del Estado en casos importantes en demandas de inconstitucionalidad ante el Tribunal Constitucional del Perú, como el proceso contra la reforma pensionaria pública, un caso de gran significancia para el futuro de las cuentas nacionales cuyo impacto económico fue de más de 5 mil millones de dólares.
Fue Director de la Clínica Jurídica de la Facultad de Derecho de la Pontificia Universidad Católica del Perú (2010-2011), presentando amicus curiae para ilustrar a los tribunales peruanos en casos de interés público como el proceso contra Alberto Fujimori por crímenes contra los DDHH; también en el proceso de inconstitucionalidad contra la ley que impide fumar de forma definitiva en lugares públicos cerrados para apoyar su legitimidad.
Trabajó en importantes proyectos de reforma de la justicia en Perú como el Plan Nacional de Reforma de Justicia de la Comisión Especial para la Reforma Integral de la Administración de Justicia (CERIAJUS). Igualmente, en otros países como Chile, Guatemala, Nicaragua, Ecuador y Honduras. 

## Carrera política

### Ministro de Justicia
Luego de ocupar el viceministerio de Justicia en 2001, al iniciarse el gobierno de Ollanta Humala fue nuevamente  nombrado viceministro en dicha cartera el 7 de agosto de 2011. El 11 de diciembre de ese año asumió como ministro de Justicia y Derechos Humanos, integrando el segundo gabinete ministerial de Humala, presidido por Óscar Valdés.
Su gestión se caracterizó por impulsar la lucha contra la corrupción cuando fortaleció la Procuraduría Anticorrupción e inició los embargos por reparaciones civiles que no fueron efectuadas pese a las condenas impuestas por los jueces. Condujo la reforma de dicho ministerio hacia el ámbito de Derechos Humanos iniciada por su antecesor Francisco Eguiguren, efectuando una política de apertura y sensibilización que ha logrado que, a fines del gobierno de Humala, se hayan culminado las reparaciones económicas individuales y colectivas a las víctimas del proceso de violencia de los años 80 y 90, que ascendió a más de 180 millones de dólares, una de las más grandes de la región. 
Desde su gestión creó el "grupo de trabajo contra el crimen organizado", cuyo objeto era diseñar el combate a la criminalidad con sentido estratégico y coordinado con las diversas agencias de control penal, articulando los esfuerzos de investigación de casos como el del grupo Orellana. Impulsó la aprobación de innovadoras legislaciones como la nueva ley de lavado de activos (decreto legislativo 1106), que tiene como característica que no se requiere la existencia de un delito preexistente para iniciar investigaciones en esta materia, lo que ha generado un proceso de fortalecimiento de la acción del Estado en la persecución de este delito.  De igual modo, fue impulsor de la Ley contra el Crimen Organizado (ley 30077) y planteó la constitución del Consejo Nacional de Política Criminal (ley 29807), la unidad de lavado de activos del Ministerio Público, impulsó a la reforma procesal penal, diseñó el nuevo sistema de administración de bienes incautados por delitos contra el Estado (CONABI), entre otras iniciativas.
Concluyó sus funciones como ministro de Justicia y Derechos Humanos el 23 de julio de 2012, cuando pasó a ser primer ministro.

### Presidente del Consejo de Ministros
El 23 de julio de 2012, juró en el Salón Dorado de Palacio de Gobierno, como el tercer Presidente del Consejo de Ministros del Perú del gobierno del presidente Ollanta Humala y gabinete número 211 de la historia del país desde 1856. Ese mismo día anunció que se replanteará la forma de enfrentar los conflictos sociales a partir del diálogo y la búsqueda de consensos para garantizar la sostenibilidad de los proyectos de inversión en el país, creando la Oficina de Diálogo y Sostenibilidad poniendo al frente a un Alto Comisionado para el Diálogo que recayó en el exgobernador de Junín, Vladimiro Huaroc, que cambió el modo de atender la conflictividad a partir de mesas de desarrollo en donde participaron todas las partes interesadas: comunidades, empresas, gobierno nacional y gobiernos subnacionales, lo que favoreció un clima propicio a las inversiones y reducción de la pobreza. El 2013 el Perú alcanzó el récord de inversiones mineras por más de 10 mil millones de dólares. 
Jiménez Mayor desarrolló en su gestión ministerial una política de apertura y diálogo, bautizando a su equipo como el "Gabinete del Diálogo".Este gabinete fue el primero en la historia del Perú con paridad de género y el de mayor duración de los últimos años. 
Fomentó el diálogo político tendiendo puentes a todos los sectores para la gobernabilidad del país y el afianzamiento democrático.
En su gestión se aprobó la política pública de gobierno abierto y se desplegó el plexo de reformas del Gobierno de Ollanta Humala, como la del servicio civil destinada a la mejora de los servicios públicos y a la creación de un cuerpo de funcionarios capaces que conduzcan las administraciones públicas; la reforma magisterial para la mejora de la educación; la reforma de la salud pública; la reforma de las Fuerzas Armadas y reforma de la Policía Nacional del Perú; la reforma universidad con la creación de la SUNEDU; entre otras. 
Como primer ministro presidió la Comisión de Alto Nivel Anticorrupción, aprobando el Plan Nacional de Lucha Contra la Corrupción (2012-2013). Fue además, presidente del Consejo Nacional de Seguridad Ciudadana, aprobando el primer plan multianual de Seguridad Ciudadana (2013). 
El 29 de octubre de 2013 renuncia al cargo de Presidente del Consejo de Ministros.
Aunque no milita en ningún partido político es una reconocida personalidad que contribuye al fortalecimiento democrático con ideas y planteamientos desde el mundo constitucional. Es un defensor de los derechos humanos e impulsor de políticas anticorrupción, postulando la necesidad de mejorar la gestión pública mediante la mejora del servicio civil cuya reforma se dio durante su gestión como presidente del Consejo de Ministros (ley 30057).

## Organización de los Estados Americanos
Entre 2013 y 2016 fue Embajador del Perú ante la Organización de Estados Americanos (OEA) en Washington D. C., presidiendo la Comisión de Seguridad Hemisférica y logrando por primera vez la presidencia del Perú en la Junta Interamericana de Defensa, incorporando la nueva agenda de las Fuerzas Armadas en el Continente para la atención de desastres naturales. En su gestión logró en 2015 la elección de Francisco Eguiguren como miembro de la Comisión Interamericana de DDHH (CIDH), con la más alta votación.
Jiménez consiguió que la OEA reconozca al "Cajón Peruano" un instrumento nativo creado por los afrodescendientes y que se utiliza para las manifestaciones culturales de la costa del Perú, como "Instrumento del Perú para las Américas", el primer reconocimiento internacional. 

## Maccih
Fue representante especial del Secretario General de la OEA y jefe de la Misión de Apoyo contra la Corrupción e Impunidad en Honduras 2016-2018 (MACCIH), impulsando investigaciones de casos de alto impacto por delitos de corrupción. Jiménez contribuyó consistentemente en construir un sistema anticorrupción en Honduras conformando una unidad fiscal anticorrupción y juzgados y tribunales contra la corrupción, desde el cual se hicieron investigaciones penales a personajes políticos de alto perfil. El enfoque estratégico que le imprimió a la misión despertó la esperanza en el pueblo de Honduras para combatir la impunidad de la corrupción. 
La MACCIH fue creada en el 2016 a partir de un escándalo de corrupción del Instituto Hondureño de Seguridad Social que generó una serie de protestas en el país conocida como la Marcha de las Antorchas que presionó al gobierno de Juan Orlando Hernández para la instalación de una misión internacional y aunque el pueblo quería la intervención de las Naciones Unidas para instalar un grupo internacional a semejanza de la Comisión Internacional contra la Impunidad en Guatemala (CICIG), se logró la intervención de la OEA aunque con mucha desconfianza inicial hacia el organismo hemisférico por los antecedentes de la conducta de la OEA frente al golpe de Estado de 2009 contra el expresidente Manuel Zelaya. Sin embargo, la experiencia política de Jiménez, su conocimiento sobre investigaciones y su hábil gestión al frente de la MACCIH despertaron entusiasmo en la opinión pública y un gran temor en la clase política que se vio acosada por la labor de la MACCIH y la Fiscalía de Honduras que estaba al frente del fiscal Luis Javier Santos.
El primer caso que se llevó a tribunales a fines del año 2015 fue el conocido como la "Red de Diputados", un esquema de drenaje de fondos públicos de programas sociales que gestionaban los propios diputados por decisión de la presidencia del Congreso y del presidente de la República, que implicaba al final la compra de votos para decisiones del Congreso Nacional. Otros casos surgidos de la MACCIH que lideró Jiménez fue el de Rosa Elena de Lobo, la ex primera dama que fue condenada a 58 años, el caso Pandora, entre otros. 
Destaca en su período al frente de la MACCIH el inicio de las investigaciones de la trama de corrupción alrededor del crimen de la ambientalista Berta Cáceres (2016).
La generación de casos de alto impacto que puso en jaque a la clase política de Honduras generó la animadversión hacia Jiménez, quien en medio de amenazas, seguimiento a sus colaboradores directos y hasta un extraño suicidio de uno de sus agentes de seguridad, tuvo que dimitir.  La falta de apoyo del secretario general de la OEA, Luis Almagro, en el momento más crítico de la misión generó su aislamiento y falta de protección. Ya es público que Almagro recibió las quejas directas y presiones del gobierno de Juan Orlando Hernández para provocar la salida de Jiménez, evento que se produjo en febrero de 2018 provocando una masiva manifestación en las puertas de la MACCIH en Tegucigalpa con presencia de toda la oposición protestando por su renuncia.
Sobre estos hechos Eric Olson, un activista en derechos humanos y democracia en la región del Wilson Center ha dicho lo siguiente:
"Juan Jiménez ha renunciado. Su renuncia representa otro duro golpe a los incipientes esfuerzos por combatir la corrupción en Honduras, a la reputación de la OEA y, en última instancia, a la del propio gobierno de Honduras. ¿El Secretario General de la OEA, Luis Almagro, se moverá rápidamente para reparar esta herida auto-infligida? ¿O se inclinará ante las continuas presiones del gobierno hondureño para socavar a Jiménez y la misión de la OEA?

## Libros
En 2020 publicó en Madrid con EUROsociAL+ el libro “Acceso a la Justicia de Personas en contextos de Movilidad Humana”. A su vez es autor de “Gestión Pública y Políticas Anticorrupción” (2021) que expone su perspectiva sobre el accionar para enfrentar la corrupción. Publicó en 2021 también “Buen Gobierno y Mejor Gestión” como una contribución para mejorar la gestión pública en tiempos de pandemia. En 2024 publicó su obra “Régimen Jurídico del Poder Ejecutivo” que condensa en dos tomos su perspectiva sobre el alto gobierno peruano. Además, es coautor en diversas hn publicaciones.